# Copa de Portugal
La Copa de Portugal (en portugués: Taça de Portugal) es una competición de fútbol de Portugal que se disputa en rondas eliminatorias. Fue creada en 1921 y es organizada por la Federación Portuguesa de Fútbol.
El club con más títulos es Benfica con 29 (3 títulos hasta 1938 como Campeonato de Portugal y 26 títulos desde 1939 como Copa de Portugal).

## Historia
La primera competición de copa en Portugal fue la Taça do Império, un torneo disputado entre 1912 y 1918. Debe su nombre a su organizador, el club S.C. Império. La Federación Portuguesa de Fútbol no reconoce como oficial este torneo, del que se disputaron tres ediciones (todas ellas ganadas por el Benfica).
En 1921 la propia Federación impulsó el Campeonato de Portugal, torneo también disputado por eliminatorias. Dado que en aquel momento aún no existía la liga portuguesa, este era el campeonato más importante del país y el equipo que alcanzaba el título era considerado campeón nacional.
La temporada 1938/39, a raíz de la creación del torneo de liga, el Campeonato de Portugal adquirió el actual nombre de Taça de Portugal (Copa de Portugal).

## Formato
En el torneo participan los clubes de las tres divisiones nacionales de la liga portuguesa (Primera División, Segunda División y Campeonato Nacional de Alto Nivel), así como los primeros clasificados de las altas categorías distritales. 
Los clubes van entrando en liza en función de su categoría; las primeras eliminatorias las disputan los equipos de categoría más baja y luego se incorporan, progresivamente, el resto. Los emparejamientos de las primeras eliminatorias se deciden por criterios de proximidad geográfica.
Las eliminatorias se disputan a partido único en el campo de uno de los dos contendientes. La final se juega en un único partido, en terreno neutral (históricamente, el Estadio Nacional do Jamor en Lisboa).
El campeón clasifica a la Liga Europea de la UEFA de la siguiente temporada (en caso de que el equipo esté clasificado para la Liga de Campeones de la UEFA, es el subcampeón de Copa el que accede a la UEFA Europa League). Así mismo, el campeón de Copa se clasifica para disputar la Supercopa Cândido de Oliveira contra el campeón de la Primera División de Portugal.

## Campeonato de Portugal

### Palmarés
| Temporada | Campeón              | Resultado | Finalista            | Sede de la final                      |
| --------- | -------------------- | --------- | -------------------- | ------------------------------------- |
| 1921-22   | FC Porto             | 3 - 1     | Sporting de Portugal | Estadio do Bessa, Porto               |
| 1922-23   | Sporting de Portugal | 3 - 0     | Académica de Coimbra | Estadio de São Luís, Faro             |
| 1923-24   | Olhanense            | 4 - 2     | FC Porto             | Estadio Campo Grande, Lisboa          |
| 1924-25   | FC Porto             | 2 - 1     | Sporting de Portugal | Campo de Monserrate, Viana do Castelo |
| 1925-26   | Marítimo             | 2 - 0     | Belenenses           | Campo do Ameal, Porto                 |
| 1926-27   | Belenenses           | 3 - 0     | Vitória de Setúbal   | Estádio do Lumiar, Lisboa             |
| 1927-28   | Carcavelinhos        | 3 - 1     | Sporting de Portugal | Campo do Palhavã, Lisboa              |
| 1928-29   | Belenenses           | 3 - 1     | União de Lisboa      | Campo do Palhavã, Lisboa              |
| 1929-30   | Benfica              | 2 - 1     | Barreirense          | Estadio Campo Grande, Lisboa          |
| 1930-31   | Benfica              | 3 - 0     | FC Porto             | Campo do Arnado, Coímbra              |
| 1931-32   | FC Porto             | 2 - 1     | Belenenses           | Campo do Arnado, Coímbra              |
| 1932-33   | Belenenses           | 3 - 1     | Sporting de Portugal | Estádio do Lumiar, Lisboa             |
| 1933-34   | Sporting de Portugal | 4 - 3     | Barreirense          | Estádio do Lumiar, Lisboa             |
| 1934-35   | Benfica              | 2 - 1     | Sporting de Portugal | Estádio do Lumiar, Lisboa             |
| 1935-36   | Sporting de Portugal | 3 - 1     | Belenenses           | Estádio do Lumiar, Lisboa             |
| 1936-37   | FC Porto             | 3 - 2     | Sporting de Portugal | Campo do Arnado, Coímbra              |
| 1937-38   | Sporting de Portugal | 3 - 1     | Benfica              | Estádio do Lumiar, Lisboa             |

### Títulos por club
| Club                 | Títulos | Subtítulos | Años campeón           |
| -------------------- | ------- | ---------- | ---------------------- |
| Sporting de Lisboa   | 4       | 6          | 1923, 1934, 1936, 1938 |
| FC Porto             | 4       | 2          | 1922, 1925, 1932, 1937 |
| Os Belenenses        | 3       | 3          | 1927, 1929, 1933       |
| Benfica              | 3       | 1          | 1930, 1931, 1935       |
| Olhanense            | 1       | -          | 1924                   |
| Marítimo             | 1       | -          | 1926                   |
| Carcavelinhos        | 1       | -          | 1928                   |
| Barreirense          | -       | 2          | ---                    |
| Académica de Coimbra | -       | 1          | ---                    |
| Vitória Setúbal      | -       | 1          | ---                    |
| União Lisboa         | -       | 1          | ---                    |

## Taça de Portugal

### Palmarés
| Temporada | Campeón              | Resultado        | Finalista            | Sede de la final                   |
| --------- | -------------------- | ---------------- | -------------------- | ---------------------------------- |
| 1938–39   | Académica de Coimbra | 4 - 3            | Benfica              | Campo das Salésias, Lisboa         |
| 1939–40   | Benfica              | 3 - 1            | Belenenses           | Estádio do Lumiar, Lisboa          |
| 1940–41   | Sporting de Portugal | 4 - 1            | Belenenses           | Campo das Salésias, Lisboa         |
| 1941–42   | Belenenses           | 2 - 0            | Vitória de Guimarães | Estádio do Lumiar, Lisboa          |
| 1942–43   | Benfica              | 5 - 1            | Vitória de Setúbal   | Campo das Salésias, Lisboa         |
| 1943–44   | Benfica              | 8 - 0            | Estoril Praia        | Campo das Salésias, Lisboa         |
| 1944–45   | Sporting de Portugal | 1 - 0            | Olhanense            | Campo das Salésias, Lisboa         |
| 1945–46   | Sporting de Portugal | 4 - 2            | Atlético CP          | Estádio do Lumiar, Lisboa          |
| 1946–47   | No disputada         | No disputada     | No disputada         | No disputada                       |
| 1947–48   | Sporting de Portugal | 3 - 1            | Belenenses           | Estadio Nacional, Lisboa           |
| 1948–49   | Benfica              | 2 - 1            | Atlético CP          | Estadio Nacional, Lisboa           |
| 1949–50   | No disputada         | No disputada     | No disputada         | No disputada                       |
| 1950–51   | Benfica              | 5 - 1            | Académica de Coimbra | Estadio Nacional, Lisboa           |
| 1951–52   | Benfica              | 5 - 4            | Sporting de Portugal | Estadio Nacional, Lisboa           |
| 1952–53   | Benfica              | 5 - 0            | FC Porto             | Estadio Nacional, Lisboa           |
| 1953–54   | Sporting de Portugal | 3 - 2            | Vitória de Setúbal   | Estadio Nacional, Lisboa           |
| 1954–55   | Benfica              | 2 - 1            | Sporting de Portugal | Estadio Nacional, Lisboa           |
| 1955–56   | FC Porto             | 2 - 0            | Torreense            | Estadio Nacional, Lisboa           |
| 1956–57   | Benfica              | 3 - 1            | Sporting Covilhã     | Estadio Nacional, Lisboa           |
| 1957–58   | FC Porto             | 1 - 0            | Benfica              | Estadio Nacional, Lisboa           |
| 1958–59   | Benfica              | 1 - 0            | FC Porto             | Estadio Nacional, Lisboa           |
| 1959–60   | Belenenses           | 2 - 1            | Sporting de Portugal | Estadio Nacional, Lisboa           |
| 1960–61   | Leixões              | 2 - 0            | FC Porto             | Estadio das Antas, Porto           |
| 1961–62   | Benfica              | 3 - 0            | FC Porto             | Estadio Nacional, Lisboa           |
| 1962–63   | Sporting de Portugal | 4 - 0            | Vitória de Guimarães | Estadio Nacional, Lisboa           |
| 1963–64   | Benfica              | 6 - 2            | FC Porto             | Estadio Nacional, Lisboa           |
| 1964–65   | Vitória de Setúbal   | 3 - 1            | Benfica              | Estadio Nacional, Lisboa           |
| 1965–66   | Sporting Braga       | 1 - 0            | Vitória de Setúbal   | Estadio Nacional, Lisboa           |
| 1966–67   | Vitória de Setúbal   | 3 - 2            | Académica de Coimbra | Estadio Nacional, Lisboa           |
| 1967–68   | FC Porto             | 2 - 1            | Vitória de Setúbal   | Estadio Nacional, Lisboa           |
| 1968–69   | Benfica              | 2 - 1            | Académica de Coimbra | Estadio Nacional, Lisboa           |
| 1969–70   | Benfica              | 3 - 1            | Sporting de Portugal | Estadio Nacional, Lisboa           |
| 1970–71   | Sporting de Portugal | 4 - 1            | Benfica              | Estadio Nacional, Lisboa           |
| 1971–72   | Benfica              | 3 - 2            | Sporting de Portugal | Estadio Nacional, Lisboa           |
| 1972–73   | Sporting de Portugal | 3 - 2            | Vitória de Setúbal   | Estadio Nacional, Lisboa           |
| 1973–74   | Sporting de Portugal | 2 - 1            | Benfica              | Estadio Nacional, Lisboa           |
| 1974–75   | Boavista             | 2 - 1            | Benfica              | Estadio José Alvalade, Lisboa      |
| 1975–76   | Boavista             | 2 - 1            | Vitória de Guimarães | Estadio das Antas, Porto           |
| 1976–77   | FC Porto             | 1 - 0            | Sporting Braga       | Estadio das Antas, Porto           |
| 1977–78   | Sporting de Portugal | 2 - 1            | FC Porto             | Estadio Nacional, Lisboa           |
| 1978–79   | Boavista             | 1 - 0            | Sporting de Portugal | Estadio Nacional, Lisboa           |
| 1979–80   | Benfica              | 1 - 0            | FC Porto             | Estadio Nacional, Lisboa           |
| 1980–81   | Benfica              | 3 - 1            | FC Porto             | Estadio Nacional, Lisboa           |
| 1981–82   | Sporting de Portugal | 4 - 0            | Sporting Braga       | Estadio Nacional, Lisboa           |
| 1982–83   | Benfica              | 1 - 0            | FC Porto             | Estadio das Antas, Porto           |
| 1983–84   | FC Porto             | 4 - 1            | Rio Ave              | Estadio Nacional, Lisboa           |
| 1984–85   | Benfica              | 3 - 1            | FC Porto             | Estadio Nacional, Lisboa           |
| 1985–86   | Benfica              | 2 - 0            | Belenenses           | Estadio Nacional, Lisboa           |
| 1986–87   | Benfica              | 2 - 1            | Sporting de Portugal | Estadio Nacional, Lisboa           |
| 1987–88   | FC Porto             | 1 - 0            | Vitória de Guimarães | Estadio Nacional, Lisboa           |
| 1988–89   | Belenenses           | 2 - 1            | Benfica              | Estadio Nacional, Lisboa           |
| 1989–90   | Estrela da Amadora   | 2 - 0            | Farense              | Estadio Nacional, Lisboa           |
| 1990–91   | FC Porto             | 3 - 1            | Beira-Mar            | Estadio Nacional, Lisboa           |
| 1991–92   | Boavista             | 2 - 1            | FC Porto             | Estadio Nacional, Lisboa           |
| 1992–93   | Benfica              | 5 - 2            | Boavista             | Estadio Nacional, Lisboa           |
| 1993–94   | FC Porto             | 2 - 1            | Sporting de Portugal | Estadio Nacional, Lisboa           |
| 1994–95   | Sporting de Portugal | 2 - 0            | Marítimo             | Estadio Nacional, Lisboa           |
| 1995–96   | Benfica              | 3 - 1            | Sporting de Portugal | Estadio Nacional, Lisboa           |
| 1996–97   | Boavista             | 3 - 2            | Benfica              | Estadio Nacional, Lisboa           |
| 1997–98   | FC Porto             | 3 - 1            | Sporting Braga       | Estadio Nacional, Lisboa           |
| 1998–99   | Beira-Mar            | 1 - 0            | Campomaiorense       | Estadio Nacional, Lisboa           |
| 1999–00   | FC Porto             | 2 - 0            | Sporting de Portugal | Estadio Nacional, Lisboa           |
| 2000–01   | FC Porto             | 2 - 0            | Marítimo             | Estadio Nacional, Lisboa           |
| 2001–02   | Sporting de Portugal | 1 - 0            | Leixões              | Estadio Nacional, Lisboa           |
| 2002–03   | FC Porto             | 1 - 0            | União de Leiria      | Estadio Nacional, Lisboa           |
| 2003–04   | Benfica              | 2 - 1            | FC Porto             | Estadio Nacional, Lisboa           |
| 2004–05   | Vitória de Setúbal   | 2 - 1            | Benfica              | Estadio Nacional, Lisboa           |
| 2005–06   | FC Porto             | 1 - 0            | Vitória de Setúbal   | Estadio Nacional, Lisboa           |
| 2006–07   | Sporting de Portugal | 1 - 0            | Belenenses           | Estadio Nacional, Lisboa           |
| 2007–08   | Sporting de Portugal | 2 - 0            | FC Porto             | Estadio Nacional, Lisboa           |
| 2008–09   | FC Porto             | 1 - 0            | Paços de Ferreira    | Estadio Nacional, Lisboa           |
| 2009–10   | FC Porto             | 2 - 1            | Chaves               | Estadio Nacional, Lisboa           |
| 2010–11   | FC Porto             | 6 - 2            | Vitória de Guimarães | Estadio Nacional, Lisboa           |
| 2011–12   | Académica de Coimbra | 1 - 0            | Sporting de Portugal | Estadio Nacional, Lisboa           |
| 2012–13   | Vitória de Guimarães | 2 - 1            | Benfica              | Estadio Nacional, Lisboa           |
| 2013–14   | Benfica              | 1 - 0            | Rio Ave              | Estadio Nacional, Lisboa           |
| 2014–15   | Sporting de Portugal | 2 - 2 (3-1 pen.) | Sporting Braga       | Estadio Nacional, Lisboa           |
| 2015–16   | Sporting Braga       | 2 - 2 (4-2 pen.) | FC Porto             | Estadio Nacional, Lisboa           |
| 2016–17   | Benfica              | 2 - 1            | Vitória de Guimarães | Estadio Nacional, Lisboa           |
| 2017–18   | Desportivo Aves      | 2 - 1            | Sporting de Portugal | Estadio Nacional, Lisboa           |
| 2018–19   | Sporting de Portugal | 2 - 2 (5-4 pen.) | FC Porto             | Estadio Nacional, Lisboa           |
| 2019–20   | FC Porto             | 2 - 1            | Benfica              | Estadio Ciudad de Coímbra, Coímbra |
| 2020–21   | Sporting Braga       | 2 - 0            | Benfica              | Estadio Ciudad de Coímbra, Coímbra |
| 2021–22   | FC Porto             | 3 - 1            | Tondela              | Estadio Nacional, Lisboa           |
| 2022–23   | FC Porto             | 2 - 0            | Sporting Braga       | Estadio Nacional, Lisboa           |
| 2023–24   | FC Porto             | 2 - 1            | Sporting de Portugal | Estadio Nacional, Lisboa           |
| 2024–25   | Sporting de Portugal | 3 - 1            | Benfica              | Estadio Nacional, Lisboa           |

### Títulos por club
| Club                 | Títulos | Subtítulos | Años campeón |
| -------------------- | ------- | ---------- | --- |
| Benfica              | 26      | 13         | 1940, 1943, 1944, 1949, 1951, 1952, 1953, 1955, 1957, 1959, 1962, 1964, 1969, 1970, 1972, 1980, 1981, 1983, 1985, 1986, 1987, 1993, 1996, 2004, 2014, 2017 |
| FC Porto             | 19      | 15         | 1956, 1958, 1968, 1977, 1984, 1988, 1991, 1994, 1998, 2000, 2001, 2003, 2006, 2009, 2010, 2020, 2022, 2023, 2024                                           |
| Sporting de Lisboa   | 18      | 13         | 1941, 1945, 1946, 1948, 1954, 1963, 1971, 1973, 1974, 1978, 1982, 1995, 2002, 2007, 2008, 2015, 2019, 2025                                                 |
| Boavista             | 5       | 1          | 1975, 1976, 1979, 1992, 1997 |
| Vitória de Setúbal   | 3       | 7          | 1965, 1967, 2005 |
| CF Os Belenenses     | 3       | 5          | 1942, 1960, 1989 |
| Sporting Braga       | 3       | 4          | 1966, 2016, 2021 |
| Académica de Coimbra | 2       | 3          | 1939, 2012 |
| Vitória de Guimarães | 1       | 6          | 2013 |
| Leixões              | 1       | 1          | 1961 |
| Beira-Mar            | 1       | 1          | 1999 |
| Estrela da Amadora † | 1       | -          | 1990 |
| Desportivo das Aves  | 1       | -          | 2018 |
| Atlético CP          | -       | 2          | --- |
| Marítimo             | -       | 2          | --- |
| Rio Ave              | -       | 2          | --- |
| Estoril Praia        | -       | 1          | --- |
| Olhanense            | -       | 1          | --- |
| Torreense            | -       | 1          | --- |
| Sporting Covilhã     | -       | 1          | --- |
| Campomaiorense       | -       | 1          | --- |
| Farense              | -       | 1          | --- |
| UD Leiria            | -       | 1          | --- |
| Paços de Ferreira    | -       | 1          | --- |
| Chaves               | -       | 1          | --- |
| Tondela              | -       | 1          | --- |

- † Equipo desaparecido.